# Musculus constrictor pharyngis medius
Der Musculus constrictor pharyngis medius (von lateinisch musculus „Muskel“, constringere „zusammenziehen“, von griechisch phárynx „Rachen“ und lateinisch medius „in der Mitte befindlich“), zu deutsch mittlerer Schlundschnürer, ist ein fächerförmiger, quergestreifter Muskel (Skelettmuskel), welcher, zusammen mit den Musculi constrictores pharyngis superior et inferior, den muskulären Part des Rachens bildet. Er ist vor allem in dessen dorsalen und lateralen Bereich sehr prominent ausgebildet. An der dorsalen Rachenwand sind die paarigen Muskelanteile jeweils durch die Raphe pharyngis miteinander verbunden, welche den Schlundschnürern zugleich auch als Ansatz dient.
Der Muskel kann noch weiter unterteilt werden in eine:
- Pars chondropharyngea musculi constrictoris pharyngis medii
- Pars ceratopharyngea musculi constrictoris pharyngis medii

## Funktion
Der Musculus constrictor pharyngis medius schnürt die Pars oralis pharyngis ein und schiebt damit beim Schluckakt den Nahrungsbrocken Richtung Speiseröhre vor.